# Gelbensande
Gelbensande è un comune del Meclemburgo-Pomerania Anteriore, in Germania.
Appartiene al circondario (Kreis) di Rostock ed è parte della comunità amministrativa (Amt) di Rostocker Heide.
Nel territorio comunale sorge la palazzina di caccia dei granduchi del Meclemburgo-Schwerin, che ispirò l'architetto Paul Schultze-Naumburg nel progetto del palazzo Cecilienhof a Potsdam.